# The Bite
The Bite es una serie de televisión estadounidense creada por Robert King y Michelle King . Siendo un drama satírico sobre Covid, se estrenó el 21 de mayo de 2021 en Spectrum Originals.

## Premisa
Una cepa irreal, mutacional y socialmente homicida del virus SARS CoV-2 llega con la segunda ola de la pandemia de Covid-19 en Nueva York .

## Reparto
- Audra McDonald como Rachel Boutella
- Taylor Schilling como Lily Leithauser
- Steven Pasquale como el Dr. Zach
- Phillipa Soo como Cydni Estéreo
- Will Swenson como Brian Ritter
- Leslie Uggams como Hester Boutella